# Most Przyjaźni Koreańsko-Rosyjskiej
Most Przyjaźni Koreańsko-Rosyjskiej (kor. 조선–로씨야 우정의 다리 Chosŏn–Rossiya Ujŏngŭi Dali, ros. Мост Дружбы Most Drużby) – most kolejowy na rzece Tuman.

## Historia mostu
Drewniany most okazał się niewystarczający dla ruchu i został zastąpiony przez obecny most, oddany do użytku 9 sierpnia 1959 roku.

## Położenie mostu
Most, położony bezpośrednio poniżej trójstyku Chiny–Korea Północna–Rosja na rzece Tuman, jest jedynym punktem przejścia granicznego na 17-kilometrowej granicy Korea Północna–Rosja. Pomiędzy torami układane są deski, dzięki czemu w razie konieczności możliwy jest przejazd pojazdów drogowych, ale jest to przede wszystkim most kolejowy. Na moście położone są tory w obu standardach, ponieważ w rosyjskim systemie kolejowym szerokość toru wynosi 1520 mm (4 stopy 11+27⁄32 cala), podczas gdy w systemie północnokoreańskim szerokość torów wynosi 1435 mm (4 stopy 8+1⁄2 cala). Most łączy ze sobą blisko położone stacje kolejowe Chasan na ziemi rosyjskiej i Tumangang po północnokoreańskiej stronie rzeki.

## Inne wydarzenia
W październiku 2017 r. kabel światłowodowy biegnący przez most zapewnił Korei Północnej dodatkowe połączenie z globalnym Internetem za pośrednictwem rosyjskiego dostawcy TransTelekom, spółki zależnej rosyjskiego narodowego operatora kolei Kolei Rosyjskich. Pozwala to krajowi uniezależnić się od głównego połączenia internetowego za pośrednictwem China Unicom (podobnie przebiegającego przez most przyjaźni chińsko-koreańskiej), po tym jak stał się celem ataku DDoS podczas amerykańsko-północnokoreańskiego kryzysu w 2017 roku.
Użytkowanie mostu zawieszono z powodu pandemii COVID-19, a przywrócono w listopadzie 2022 r.